# ماشه

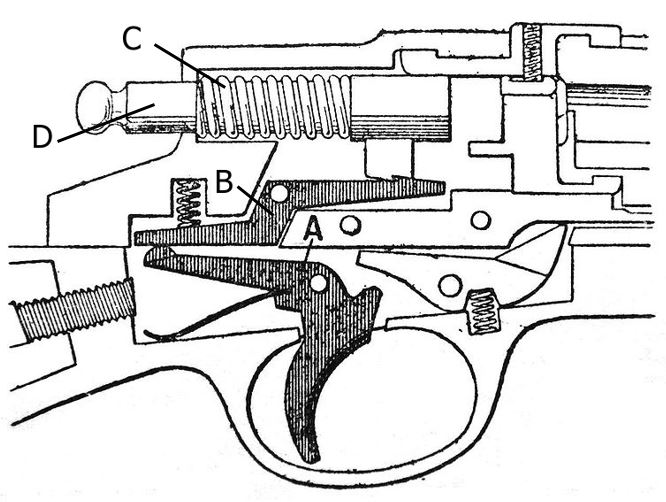
سازوکار ماشه

ماشه سازوکاری در برخی از سلاح‌های گرم است که شلیک کردن سلاح را باعث می‌شود. در بیشتر سلاح‌ها ماشه با انگشت اشاره کشیده (چکانده) می‌شود. ماشه عملاً مجموعه‌ای از اهرم‌ها و فنرها است که سوزنی را رها می‌کند تا بر اثر نیروی فنر به چاشنی فشنگی که در جان لوله قرار دارد برخورد کند و منجر به شلیک گردد.
ماشه و ابزارهای مربوط به آن در برخی از جنگ‌افزارها «دستگاه چکاننده» نیز خوانده می‌شود.